# Japanse zilverspar
De Japanse zilverspar (Abies veitchii) is een boom uit de dennenfamilie (Pinaceae). De boom komt van nature voor in Japan en werd in 1860 ontdekt door John Veitch op de hellingen van de Fujiyama; daarnaast komt hij ook voor op het eiland Honshu. Hij komt voor op een hoogte van 1300 tot 2300 meter waar hij samen met andere soorten coniferen groeit. Hij groeit op humusrijke grond met een gelijkmatig vochtigheidsgehalte. Hij bereikt een hoogte van ongeveer 25 meter.
De boom heeft een dicht net van korte takken die in kransen groeien. De jonge takken hebben een grijsbruin of -groene kleur die onzichtbaar bezet zijn met haartjes. De schors van de boom is helder grijs tot wit. De knopen van de bladeren (naalden) hebben een roodviolette kleur. De naalden zijn 2 mm breed en 25 mm lang. De bovenkant is groen en de onderkant wit. De kegels zijn cilindrisch en ongeveer 3 cm breed en 5-7 cm lang. Ze hebben aanvankelijk een violette kleur, later worden ze grijs. Hun dekschubben zijn even groot als de zaden. Deze hebben gebogen vleugels.
... · 
A. alba (Gewone zilverspar) · 
A. balsamea (Balsemzilverspar) · 
A. cephalonica (Griekse zilverspar) · 
A. cilicica (Syrische zilverspar) · 
A. concolor (Coloradozilverspar) · 
A. fraseri (Fraserspar) · 
A. grandis (Reuzenzilverspar) · 
A. holophylla (Mantsjoerijse zilverspar) · 
A. homolepis (Nikko-zilverspar) · 
A. koreana (Koreaanse zilverspar) · 
A. nephrolepis (Oost-Siberische zilverspar) · 
A. nordmanniana (Kaukasische zilverspar) · 
A. pinsapo (Spaanse zilverspar) · 
A. procera (Edelspar) · 
A. sachalinensis (Sachalin-zilverspar) · 
A. sibirica (Siberische zilverspar) · 
A. veitchii (Japanse zilverspar) · 
...